# 馬格諾利亞 (愛荷華州)
馬格諾利亞（英語：Magnolia）是一個位於美國愛荷華州哈里森縣的城市。

## 地理
馬格諾利亞的座標為41°41′40″N 95°52′25″W / 41.69444°N 95.87361°W，而該地的平均海拔高度為408米（即1339英尺）。

## 人口
根據2010年美國人口普查的數據，馬格諾利亞的面積為1.48平方千米，當中陸地面積為1.48平方千米，而水域面積為0.00平方千米。當地共有人口183人，而人口密度為每平方千米123人。